# Digitaria ammophila
Digitaria ammophila är en gräsart som först beskrevs av George Bentham, och fick sitt nu gällande namn av Dorothy Kate Hughes. Digitaria ammophila ingår i släktet fingerhirser, och familjen gräs. Inga underarter finns listade i Catalogue of Life.